# Arthur Horwich
Arthur L. Horwich, född 1 januari 1951 i Oak Park, Illinois, är en amerikansk biolog och professor vid Yale School of Medicine på Yaleuniversitetet och känd för sin upptäckt av chaperoner, proteiner som hjälper andra proteiner att vecka sig. År 2011 tilldelades han Albert Lasker Basic Medical Research Award och är medlem av National Academy of Sciences och American Academy of Arts and Sciences.

## Biografi
Horwich växte upp i Oak Park, väster om Chicago. År 1969 började han på Brown University som en del av ett nytt program med kombinerad grundexamen med läkarutbildning. Under läkarutbildningen studerade han fettcellmetabolism i John Fains laboratorium. Horwich tog sin kandidatexamen i biomedicinsk vetenskap 1972 och sin medicine doktorsexamen 1975. Han avlade examen som valedictorian av första klass för att avsluta det kombinerade programmet och började göra praktik i pediatrik på Yale University. Halvvägs igenom var Horwich inte säker på en helt klinisk framtid. Efter att ha avslutat sin period började han arbeta vid Salk Institute for Biological Studies i La Jolla, Kalifornien i en postdoktoral position inom molekylärbiologi och virologi. På Salk arbetade han i Walter Eckharts laboratorium tillsammans med Tony Hunter och bevittnade dennes upptäckt av tyrosin fosforylation. Han såg denna tid som ett sätt att skärpa sin expertis som forskare.

## Karriär och vetenskapligt arbete
År 1981 flyttade Horwich tillbaka till New Haven, Connecticut för ett postdoktoralt stipendium vid Yale University School of Medicine. Han arbetade där i Leon Rosenbergs laboratorium.
År 1984 flyttade han över hallen från Rosenbergs labb för att starta ett eget laboratorium som biträdande professor vid institutionen för genetik. Han samarbetade fortfarande med kollegor i Rosenberglaboratoriet, såsom Wayne Fenton. Som oberoende forskare frågade sig Horwich om den väg som importerar ett enzym som kallas ornitintranskarbamylas (OTC) till mitokondrierna hos däggdjursceller också kunde fungera i jäst. Under en genetisk screen i jäst, upptäckte Horwich och hans kollegor 1987, av en slump, en proteinveckningsfunktion inuti mitokondrier. I mutantstammen gick proteiner normalt in i mitokondrier från cytosolen men felveckades och aggregerades sedan. De namngav proteinet kodat av den drabbade genen HSP60, Heat shock protein 60, eftersom det har en massa på 60 kDa och produceras i större mängd som svar på värme. Hsp60 finns i en 850 kDa dubbelringsenhet, där varje ring innehåller 7 kopior av Hsp60. Sådana sammansättningar, kända som chaperoner, finns också i andra cellulära avsnitt och är viktiga komponenter, med stöd för proteinveckning under både värmechock och normala förhållanden.
Sedan 1987 har Horwich och hans kollegor studerat dessa molekyler både in vivo och in vitro, med särskild tonvikt på Hsp60-homologen i E. coli känd som GroEL. De och andra fann tidigt att en chaperonstyrd vikningsreaktion kan rekonstitueras i ett provrör, vilket har möjliggjort strukturella och funktionella studier som har börjat förklara hur chaperoner fungerar. 

## Utmärkelser och hedersbetygelser
- Gairdner Foundation International Award,  2004
- AAAS Fellow,  2006[2]
- Clarivate Citation Laureates,  2007[3]
- Rosenstielpriset,  2007[4]
- Louisa Gross Horwitz-priset,  2008[5]
- Massry-priset,  2011
- Albert Lasker Basic Medical Research Award,  2011[6]
- Shawpriset i medicin,  2012[7]
- Albany Medical Center-priset,  2016
- E.B. Wilson-medaljen,  2017[8]
- Dr. Paul Janssen Award for Biomedical Research, med  Franz-Ulrich Hartl,  2019[9]
- Sterling Professor

[Redigera Wikidata]
- 2003: Invald i National Academy of Sciences.
- 2008: Invald i National Academy of Medicine
- 2014: Hedersdoktorat i medicinsk vetenskap, Brown University.[19]
- 2021: Invald i American Academy of Arts and Sciences.